# Саула (Эстония)
Са́ула (эст. Saula) — деревня в волости Козе уезда Харьюмаа, Эстония.

## География и описание

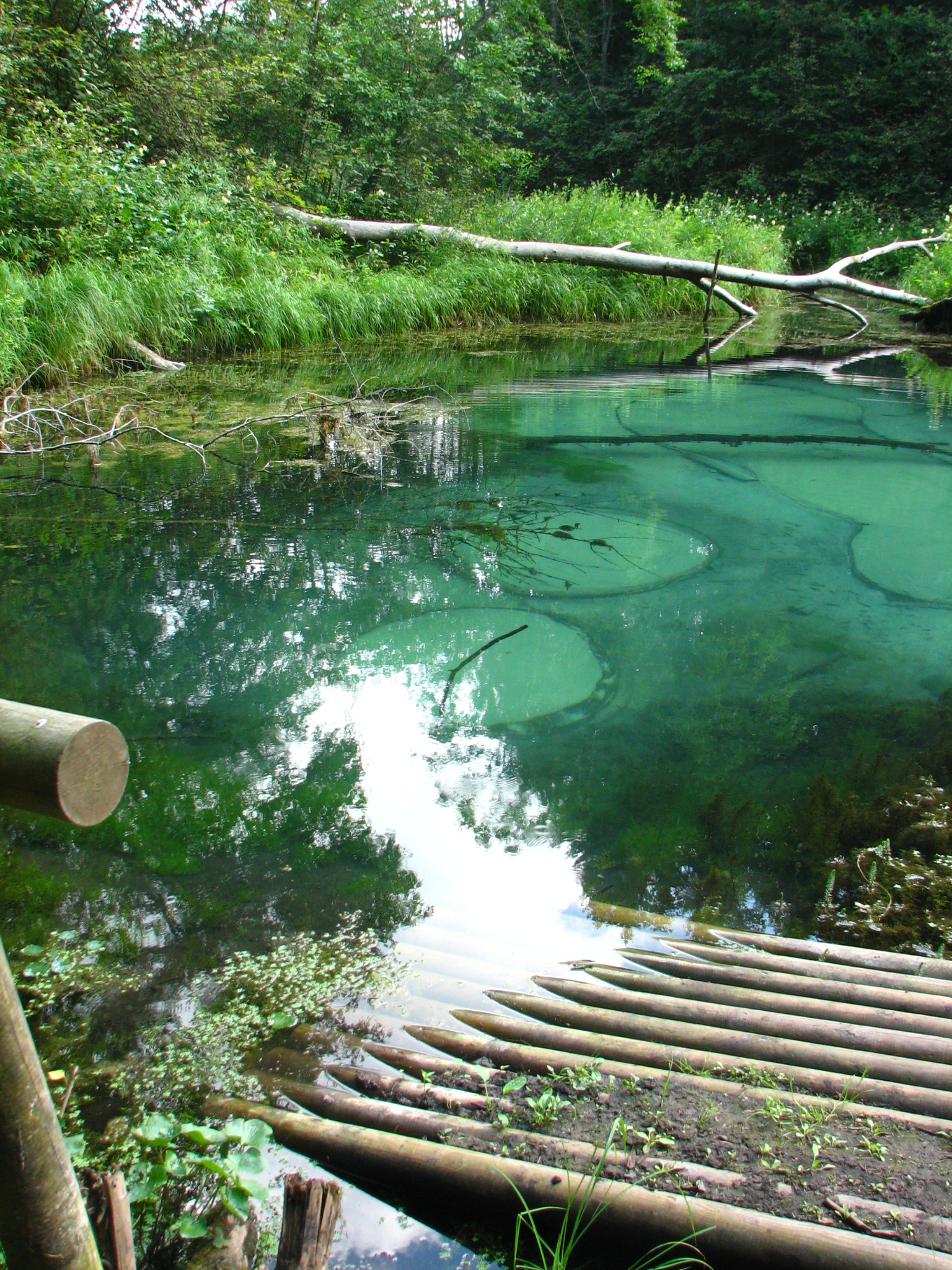
«Голубой» родник источников
Саула-Синиалликад

Расположена в 24 километрах к юго-востоку от Таллина. Расстояние по шоссе до волостного центра — посёлка Козе — 10 км. Высота над уровнем моря — 64 метра.
Территорию деревни у шоссе Таллин—Тарту пересекает река Пирита. В 200 метрах от моста через реку находится природная достопримечательность, внесённая в Государственный регистр памятников культуры Эстонии — жертвенные источники Саула-Синиалликад (три родниковых озера, питающихся напорными грунтовыми водами).
Климат — умеренный. Официальный язык — эстонский. Почтовый индекс — 75117.

## Население
По данным переписи населения 2021 года, в Саула насчитывалось 114 жителей, из них 113 (99,1 %) — эстонцы.
По данным переписи населения 2011 года в деревне проживал 151 человек, все — эстонцы. В 2019 году число жителей деревни составило 120 человек, из них 61 женщина.
Численность населения деревни Саула:
| Год  | 1959 | 1970 | 1979 | 1989 | 2000 | 2011  | 2017  | 2018  | 2019  | 2021  |
| ---- | ---- | ---- | ---- | ---- | ---- | ----- | ----- | ----- | ----- | ----- |
| Чел. | 79   | ↘ 74 | ↗ 92 | ↘ 71 | ↗106 | ↗ 151 | ↘ 119 | ↘ 115 | ↗ 120 | ↘ 114 |

## История
В Датской поземельной книге 1241 года упоминается Saul, в письменных источниках 1462 года — Saudel (деревня), 1608 года — Saulakülla, 1796 года — Saula (деревня), Sauel (корчма).
В XV–XVI веках к северу от современной деревни, недалеко от моста через реку Пирита проживала группа свободных крестьян. В 1560 году, в ходе Ливонской войны, это поселение было уничтожено, позже на его месте располагалась только корчма. В конце XIX века здесь была основана скотоводческая мыза Козе-Ууэмыйза, земли которой после реформы 1919 года отошли отдельным хозяйствам. В 1977 году, в период кампании по укрупнению деревень, с Саула была объединена часть деревни Ридакюла.

## Транспорт
С 2012 года действует единая билетная система в общественном транспорте уезда Харьюмаа и Таллина. В дополнение к общественному транспорту по направлению Козе—Таллин—Козе курсируют два малых автобуса, по рабочим дням 18 раз в день, по выходным — 11 раз. Волость также обслуживает междугородняя автобусная линия Таллин—Тарту—Выру—Лухамаа.

## Предпринимательство
По состоянию на конец 2024 года в деревне работали предприятие по производству мягкой мебели (раскладные диван-кровати) Sohvasepp OÜ, комплекс отдыха «Деревня Викингов» («Viikingite küla») и ресторан «Siniallika Trahter» (с эст. «Трактир Голубого родника»).

## Досуг

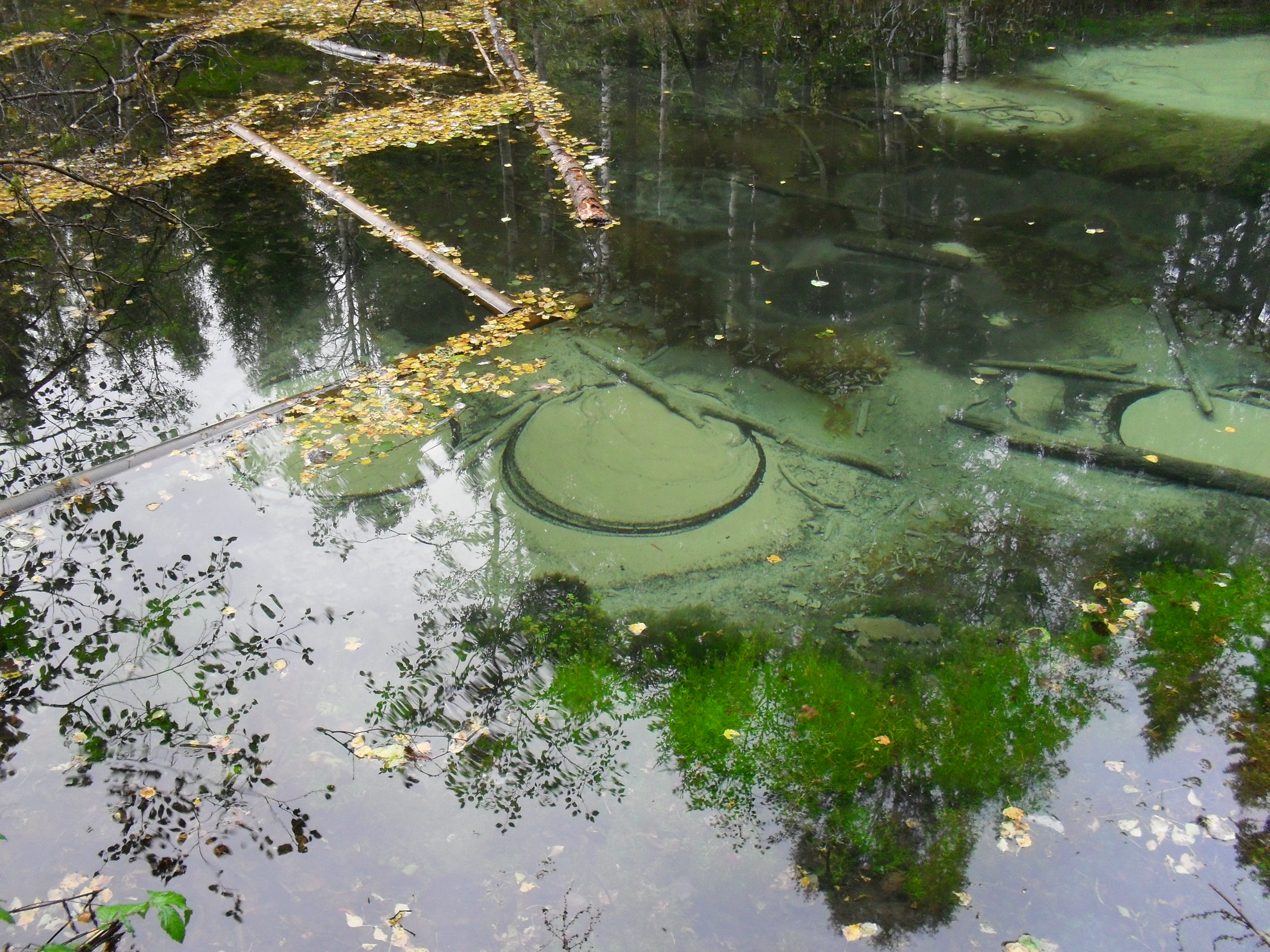
«Белый» родник источников
Саула-Синиалликад

«Деревня Викингов» предоставляет множество услуг: размещение, питание, ловля форели, отдых в саунах и «горячих бочках», проведение банкетов, семинаров, празднование свадеб, отдых под навесом на пригорке на 25 человек с видом на большой пруд и деревню, поход на каноэ по реке Пирита.
В ресторане «Siniallika Trahter» можно отмечать различные праздничные события, свадьбы, проводить семинары. Ресторан имеет наружную террасу, площадку для пляжного тенниса, «детский уголок» и качели.
Недалеко от деревни проходит походная тропа «Синиаллика» Центра по управлению государственными лесами (RMK). Её протяжённость составляет 1,3 км.

## Комментарии
1. ↑  Эстонские топонимы, оканчивающиеся на -а, не склоняются и не имеют женского рода (исключение — Нарва)[10].